# إبراهيم شتا (عزبة)
عزبة إبراهيم شتا، عزبة تابعة لقرية أبو مندور، التابعة لمركز دسوق، التابع لمحافظة كفر الشيخ في جمهورية مصر العربية.